# Dyrosaurus
Dyrosaurus fue un género extinto de crocodiliano de la familia de los dirosáuridos del Eoceno del África del Norte. La especie tipo D. phosphaticus, cuyos restos fueron encontrados en países como Argelia y Túnez, posee mandíbulas delgadas con numerosos dientes recurvados, indicadores de una dieta predominantemente ictiófaga (similar al moderno gavial de la India). Los dientes de Dyrosaurus poseen una suave capa de esmalte y son largos y frecuentemente agudos, ayudándolo a cazar a presas de rápidos movimientos. Sin embargo, los escasos restos no permitían saber más acerca de la anatomía de este animal. Estudios más recientes han permitido establecer sus relaciones con los otros géneros de la familia.
Cladograma simplificado::
|  | \| \| Rhabdognathus \| \| \| \| \| \| Hyposaurus \| \| \| \| |
|  |                                                              |
|  | D. phosphaticus                                              |
|  |                                                              |
|  | Rhabdognathus                                                |
|  |                                                              |
|  | Hyposaurus                                                   |
|  |                                                              |

|  | Rhabdognathus |
|  |               |
|  | Hyposaurus    |
|  |               |

|  | \| \| Rhabdognathus \| \| \| \| \| \| Hyposaurus \| \| \| \| |
|  |                                                              |
|  | D. phosphaticus                                              |
|  |                                                              |
|  | Rhabdognathus                                                |
|  |                                                              |
|  | Hyposaurus                                                   |
|  |                                                              |

|  | Rhabdognathus |
|  |               |
|  | Hyposaurus    |
|  |               |

La otra especie del género, Dyrosaurus maghribensis, fue descubierta en lo que hoy es Marruecos. Sus restos han permitido una reconstrucción más completa de Dyrosaurus.

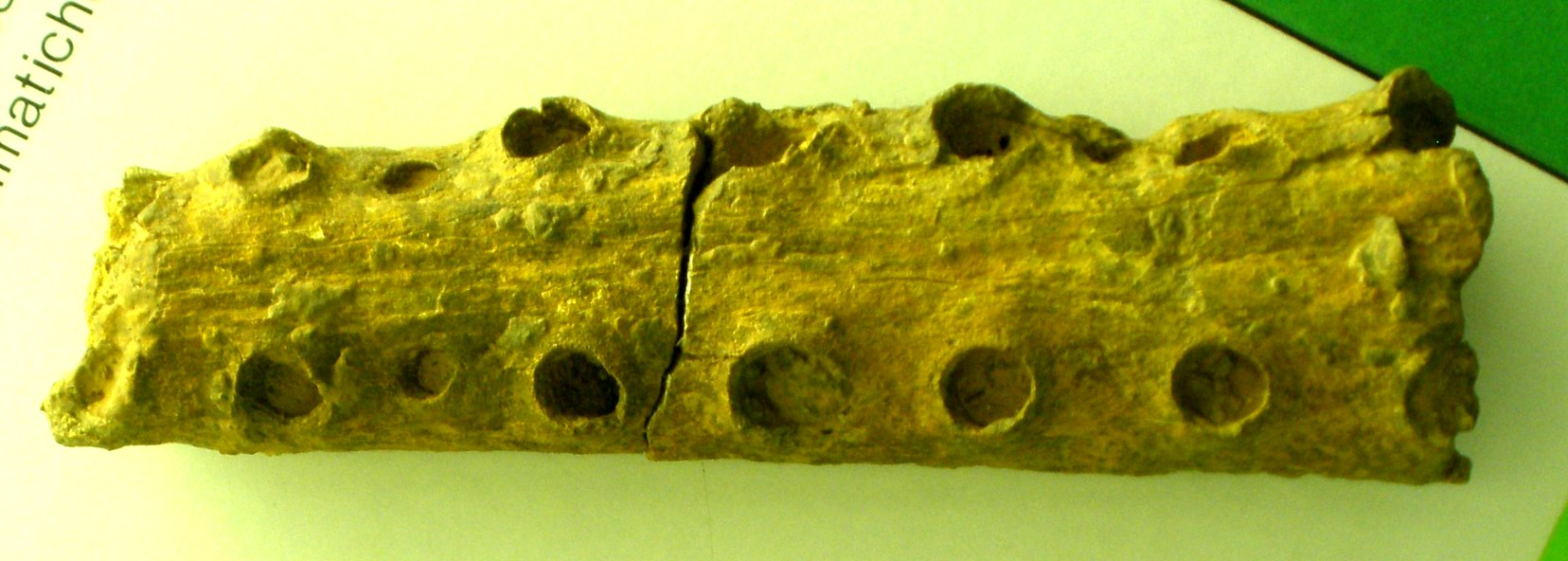
Mandíbula.
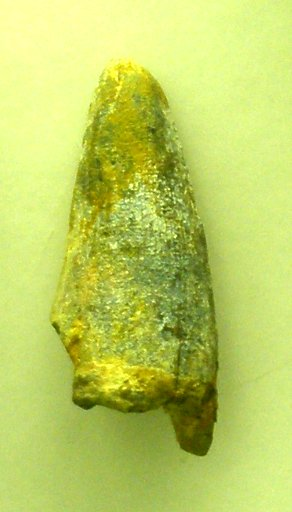
Diente.
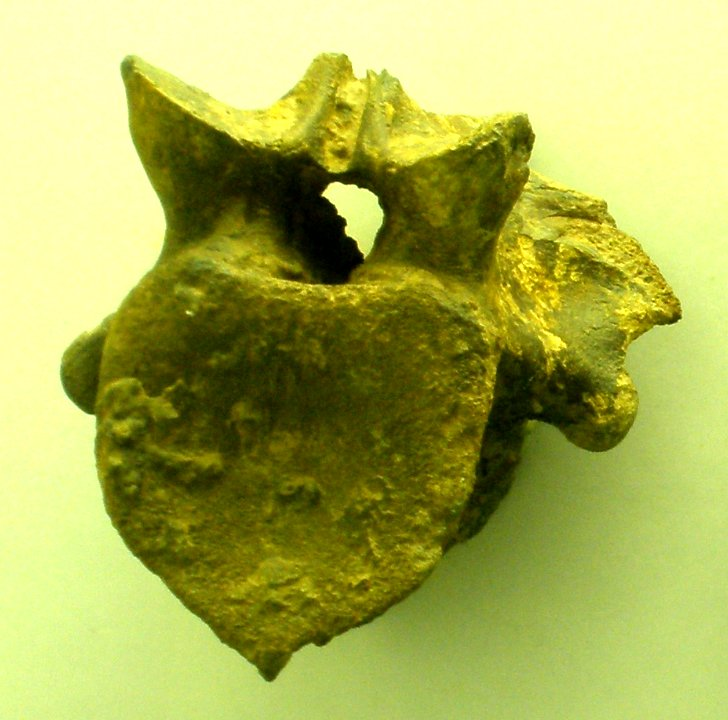
Vértebra.
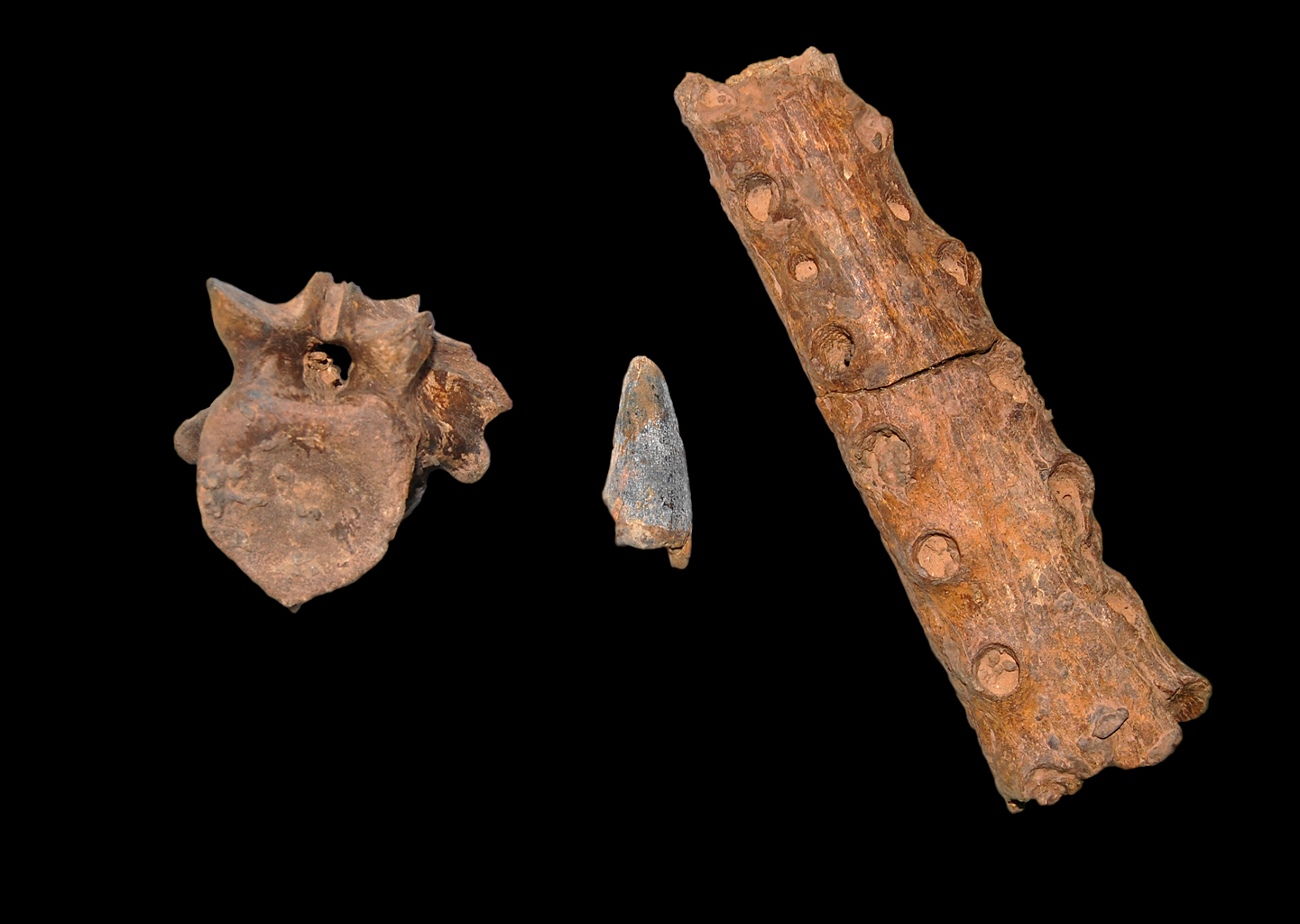
Fragmento mandibular y vértebra